# Neumark (Vogtland)
Neumark è un comune di 3.159 abitanti della Sassonia, in Germania.
Appartiene al circondario (Landkreis) di Vogtland (targa V).